# Villa rustica (Fullerton)
Die Villa rustica von Fullerton ist ein römischer Gutshof (Villa rustica) auf der Gemarkung der Gemeinde Fullerton in der englischen Grafschaft Hampshire. Andover ist die nächstgelegene Stadt. In der Antike lag die Villa rund zehn Kilometer nordwestlich der römischen Stadt Venta Belgarum, dem heutigen Winchester. 
Die Villa wurde um 1895 beim Pflügen entdeckt. 1904 wurde sie untersucht, es wurden mehrere Mosaike gefunden, die zum Teil gehoben und im Fullerton Manor ausgestellt wurden. Von dort gelangte es im Jahr 2007 ins Museum of the Iron Age in Anodover. 1964/65 wurde die Villa systematisch ausgegraben. Weitere Grabungen in den Jahren 2000 und 2001 entdeckten ein zweites Gebäude im Westen des Hauptbaus. Die eigentliche Villa ist etwa nach Nordsüd ausgerichtet. An der Ostseite befand sich ein Portikus und ein weiterer auf der Westseite des Baues. Die Front war auch mit zwei Eckrisaliten ausgestattet. Im Süden gab es ein Bad. Der Mittelteil des Baues hatte drei größere Räume, die jeweils durch einen Gang getrennt waren, der jeweils den Vorder- mit dem Hinterteil der Villa verband. Die meisten Räume waren einst wahrscheinlich mit Mosaiken ausgestattet. Sieben davon sind zum Teil erhalten und sind eher einfach. Es handelt sich jeweils um geometrische Muster in dunklen Steinen auf hellem Grund. Nur das Mosaik im zentralen Raum der Villa ist aufwändiger und zeigt in der Mitte die nackte bewaffnete Figur eine Mannes, vielleicht Mars. Um ihn herum fanden sich in acht Sechsecken verschiedene Figuren, nur vier sind ganz, zwei nur zum Teil erhalten. An den Ecken des Mosaiks befanden sich Büsten, vielleicht die Jahreszeiten darstellend. Die Mosaiken datieren wahrscheinlich zum Beginn des 4. Jahrhunderts n. Chr. Um 350 n. Chr. scheint die Villa aufgegeben worden zu sein.